# 站塘站
站塘站位于中华人民共和国安徽省合肥市瑶海区东二环路与临泉路交叉口地下，是合肥轨道交通4号线的地铁车站，工程站名临泉路站。

## 车站结构
站塘站位于当涂路与临泉路交叉口，沿当涂路南北向布置，车站为地下两层单柱双跨岛式站台，站台宽度12m，设5个出入口，2组风亭，1座冷却塔。